# 't Schaliken
 't Schaliken (CC Het Schaliken) is het cultuurcentrum van de Vlaamse stad Herentals in de provincie Antwerpen dat in 2007 werd opgericht.
Het cultuurcentrum is gehuisvest in het centrum van de stad op de Grote Markt. Het beschikt over een schouwburg met 351 vaste zitplaatsen, een foyer en drankgelegenheid. Het CC organiseert ook tentoonstellingen. Traditiegetrouw worden in Herentals tentoonstellingen georganiseerd in de Lakenhal, een historisch beschermd UNESCO-erfgoed op dezelfde Grote Markt. Voor de organisatie van hun expo's is er ook een samenwerking met Kasteel Le Paige, alsook met de nabij gelegen 'creative hub' Moktamee, een ideologisch geïnspireerde community, die de infrastructuur van de oude Francesco-sites van herbestemming voorziet.

## Oorsprong van de naam
Tijdens het ancien regime richtte de stad Herentals een stadsbrouwerij op, die voor het eerst in 1465  vermeld wordt in de stadsdocumenten. Vanaf 1613 stond dit gebouw  bekend als ‘de groote brouwerije’ waarvan men in 1688 de benaming veranderde in ‘het Schaliken’ verwijzend  naar de tweeduizend schaliën die gebruikt werden bij de constructie voor het grote dak van het gebouw. Bij de oprichting in 2007 inspireerde dit de oprichters tot het behoud en de heropleving van de naam voor de nieuwe cultuurwerking, die daar gevestigd werd.

## Projecten
Naast de expo's, theater, dans, muziek en comedy-voorstellingen is 't Schaliken  organisator/ondersteuner van de volgende projecten:
- Theaterkoffer: educatieve projecten op verplaatsing, omtrent theaterwerking.
- Voor de show: een interactief, digitaal theaterspel voor het lager onderwijs.
- Workshops in de klas: klassikale vorming rond voorstellingen.
- Lesmappen: educatieve omkadering bij schouwburgbezoek.
- Dynamo Op weg: gratis gebruik van de Lijn voor scholen.
- Cultuurcentrum achter de schermen: gratis rondleidingen voor onderwijsinstellingen.
- Stormloop: een tweejaarlijks kunstenfestival met een mix van professionele kunstenaars en lokale participanten.[6]